# .nc
‎.nc‏ دامنه اینترنتی اختصاص داده شده به کشور کالدونیای جدید در اقیانوسیه است.